# 関口誠人
関口 誠人（せきぐち まこと、1959年5月2日 - ）は、日本のシンガーソングライター、元俳優、元小説家。1983年にC-C-Bのメンバーとしてデビュー。東京都世田谷区出身。身長167cm。血液型A型。実兄はロマ音楽評論家の関口義人。

## 来歴
- 1983年6月にC-C-Bのメンバー（ギター、ボーカル）としてデビュー。1987年1月、中野サンプラザ3Daysコンサート（4日 - 6日）の最終日にステージ上で脱退を表明。翌日、生放送の音楽番組にて改めて脱退宣言をした。C-C-Bのメンバーとして参加した最後のコンサートツアー『TOUCH and GO』の最終日、1987年4月6日のよみうりランドEASTでのステージを以て脱退（C-C-Bは1989年に解散するまで4人で活動を続けた）。脱退直後からラジオパーソナリティ、俳優、短編小説執筆、漫画原作などソロ活動を開始する。また、C-C-B時代に所属していたポリドール・レコード（現：ユニバーサルミュージック）からポニーキャニオンに移籍した。
- 1988年2月21日、シングル「東京・Lovers Map」でソロ歌手としてデビュー。同年3月4日より渋谷公会堂を皮切りにライブツアー・"TOUR FOLK SONG"を行う。1992年にポニーキャニオンから離れる。
- 1990年代に入り、C-C-Bの元メンバーと幾たびかユニットを組んで単発ライブを行った。また、テレビ番組の企画で一時的にC-C-Bの元メンバーとして演奏を披露することもあった。それらとは別に単独でC-C-Bの名義を使用してライブやイベントを行うこともある。
- 2008年、渡辺英樹・笠浩二とともに正式にC-C-B名義を掲げて再結成。カバー・アルバムをリリースし、テレビ出演やライブツアーも行ったが2009年に入ってから一切活動はなく、事実上解散となった。以来、C-C-Bの他のメンバーと共演をしていない（C-C-Bのメンバー（解散時の4人）は2015年にライブを行っている）[注釈 1]。
- 2018年、デビュー35周年、ソロデビュー30周年を迎えた。
- 2023年、デビュー40周年、ソロデビュー35周年を迎えた。

## 人物
- 歯科医の子息で、三人兄妹の次男として出生し、何不自由ない幼少期を世田谷区成城で過ごす。しかし関口が小学校の入学式当日の朝、結核を患っていた父が急逝[1]。同級生たちよりも一週間ほど遅れて通学を始めた。一人だけ編入生のような気後れを感じていたところに、父を亡くしたことへの同級生の心無い言葉に傷つき、クラスにはなかなか馴染めなかった。やがてその意識は大きくなり、たびたび登校拒否をするようになる。中学に進学してからも、学校に対する苦手意識が消えることはなかった（近年になって、中学二年生の時、仮病を使って休んだことが原因で虫垂炎と誤診され開腹手術されてしまったこと、不良との交流、C-C-B時代は高校を卒業しているとしていたが、実は中学卒業後、母の知人の会社に就職したことなどを告白している。その頃の感情や体験をモチーフに幾つか楽曲を作っている）。
- 少年期には宗教（エホバの証人）に傾倒してその教えを強く言い含める母に抗えず、集会に参加したり教義を写した冊子を個別訪問販売した経験のある元宗教2世である[1][2]。10代半ばにはバプテスマを受けている。しかし、学校での行動や友人関係も制限されることに憤りを覚え、暫くのち教会が禁じている世俗に興味を示すようになる。17歳になる頃、教えを守らない素行不良者として排斥（脱会）された[2]。その頃に母の体がガンに侵されていることが分かったが、最期まで教義を守り続ける意思を示したため治療方法が限られ、関口が20歳のときに他界した[3][1][注釈 2]。脱会した後も、幼少期に刷り込まれた終末思想がトラウマとなっているという[4]。また、肉体に意図的な傷を刻むことを禁じる教えを受けていたため、タトゥーに興味はあるものの未だに実行に移せずにいる。しかし、ピアスは1983年頃に渡辺英樹と一緒にあけている（場所は新宿アルタの男子トイレ。同ビルの店舗でピアッサー付きのピアスを購入し、即実行に移した。しかし、緊張のあまり間違えて右耳にあけてしまったという。渡辺曰く「絶対にワザとウケを狙って右にあけたと思う」）。その後、ソロになって暫くして右の乳首にボディピアスを開けた（現在は閉じている）。
- 音楽好きの兄の影響で、小学生の頃には既にアコースティック・ギターに触れていた（後述に記されているが、エレクトリック・ギターは不得手であった）。
- C-C-B時代の愛称「ゴム」は、関口の自宅に遊びに来ていたメンバーの笠が、部屋に無造作に置かれていたコンドームの箱を菓子の箱と間違えて「食べていいか？」と聞いたところ、関口が笠をからかって「食べられるならどうぞ」と勧めたことが発端。箱を開けて真相を知った笠はそれ以降、関口を「ゴムくん」と呼ぶようになり浸透してしまった。その後、C-C-Bが売れて歌番組などに出演した際にその愛称の由来を尋ねられると「ゴムのように柔軟性が…」など、当たり障りない後付けの理由を述べることがあった（そのたびにメンバーは失笑したりほくそ笑んでいた）。
- 80年代初め、芸能関係者が多く出入りしていたレストラン「ゼスト キャンティーナ原宿店」（2006年閉店）でアルバイトをしていた。顔馴染みになった音楽業界の関係者に自作の曲の入ったカセットテープを渡したりするなど、音楽で身を立てられるよう積極的にアプローチをしていた。時を置かずして、親しくなったビクター音楽産業の関係者を通じ、渡辺英樹を紹介された。
- 中森明菜や五木ひろし、羽野晶紀など、他のアーティストへの楽曲提供も多数あり、新人をプロデュースしたこともある。また、音楽の専門学校でボイストレーニングや作詞、作曲理論などを教える講師をしていた時期もある。
- 既婚者（結婚2回・離婚1回を経験）。
- 2007年3月に心筋梗塞を発症して入院をしたことを告白）[注釈 3]。後遺症を懸念していたが、声質や発声（呂律）に多少の違和が生じたものの、ギターを弾く手指の神経などに問題は残らなかった。心臓への負担を回避すべくダイエットを開始。イメージキャラクターを務める（2008年当時）健康食品を併用し、その食生活や体重の変化などの経過を企業ウェブサイト内でブログとして公開していた。ダイエット企画スタート時の体重は、若い頃の50kg台から約20kg以上増加していること、また、2008年3月の頃は体重78kg・体脂肪率37％であったことを明かしている。しかし、減量の兆しが見え始めた2008年12月頃からダイエットを無断で休止。周囲の声を受けて2009年9月に再開したものの、同年11月以降ブログは更新されず、結果を出すことなく企画終了となった（後にブログはリンク切れ）。
- 髪を派手な色に染めていたのはC-C-Bがブレイクして人気が安定した時期までで、それ以降は自然な髪色を通している。そのため2008年のC-C-B再結成時には80年代のブレイク当初の印象＝カラフルな髪色を思い起こさせる緑色にカラーリングを施したカツラを製作した。アーティスト写真やMVなどで使用しているが、ライブなどで使用することは基本的にはなく、テレビ出演時や取材などで必要と判断した場合のみ使用した。2011年になって衣装やカツラの使用は事務所からの強要であり、不本意であったと吐露している。
- 若い頃と現在とのルックスのギャップを自らイジり、トークでは進んでボケ役を買って出ることが多い。一方で、C-C-Bの音楽性やファンを嘲笑する発言をするなど自虐ネタの範疇を超えている言動が多い。
- 2010年7月8日、アナフィラキシーショックを起こし呼吸困難に陥り救急搬送された。早急な処置がされたため大事には至らず翌日には快復をした。アレルギーなどの検査を受け、後日、豆乳に対して食物アレルギー反応が強いことが判明した（ただし、すべての大豆製品に反応が出るわけではないという）[5]）[注釈 4]。
- 2014年8月2日、ライブ会場にて体調を崩したため病院へ救急搬送され、数日入院した。
- 2017年3月7日、体調不良のため月末までのスケジュールを全てキャンセルし、検査入院をする旨を公式ブログ及びSNSを通じて明らかにした（その後、体調回復とともに復帰）。同年6月6日、ワイドショー「バラいろダンディ」（TOKYO MX）の街頭インタビューに一般人として出演。“C-C-B在籍時、ギターを弾いているふり（当て振り）をしていた”と発言して物議を醸した。放送翌日、自身のブログで“「Romanticが止まらない」がヒットした頃はギターが上手くなかったため。現在は教則本を出せるまで上達している”と釈明した[6]。
- 2018年6月28日、『関口誠人（ex.C-C-B）新作ミニアルバム制作プロジェクト』クラウドファンディング目標金額を大幅に超え157%達成。
- 2019年末、アルコール性肝疾患を発症。それまではウイスキーをストレートで1日にボトル2本のペースで飲むような生活を続けており、糖尿病や肥満、初期の鬱病など併発していた。これを機に生活習慣の改善を試みているが、一進一退を繰り返している。
- 2021年夏頃から音楽活動と並行して、イラスト制作やオリジナルキャラクターを描いたグッズの販売を活発に行うようになる。
- 2021年12月10日、同年11月中旬に体調を崩し[注釈 5]、入院していたことをSNSを通じて報告。翌11日、ラジオのレギュラー番組「関口誠人のspicy night」の出演が体調が整わないことから儘ならないため、年内に一度終了することを明らかにした。2022年4月9日、体調回復に伴い同番組を再開した。

## ディスコグラフィー

### シングル
1. 東京・Lovers Map／FOLK SONG-2（1988年2月21日、ポニーキャニオン）
2. FOLK SONG／雨の満塁ホームラン（1988年7月6日、ポニーキャニオン）
3. New Town Child／悲しみのマリア（1988年11月2日、ポニーキャニオン）
4. TALKING MAN／LOVE SONG（1989年6月21日、ポニーキャニオン）
5. ノー、ノー、ボーイフレンド／Angel Game（1989年10月21日、ポニーキャニオン）
ダイヤックス「POPIO」CMソング（1989年）
6. 天河伝説殺人事件／宝島（1991年2月14日、ポニーキャニオン）
映画「天河伝説殺人事件」主題歌
7. たまゆら／少しだけ永遠を（1991年7月21日、ポニーキャニオン）
関西テレビ系「不思議サスペンス」 ※テーマ曲
8. 砂の暦／悪党（1992年1月21日、ポニーキャニオン）
関西テレビ系「六つの離婚サスペンス」 ※テーマ曲
9. 魂のレベル〜スゴカタ2／スターダスト・シンドローム／唇ベイブ／Just like 西遊記〜reloaded（2006年12月11日）
10. 青空／永久に咲かぬ花（2009年9月11日）※2013年3月7日にリニューアルバージョンリリース
11. 僕はキスをしたんだ（2010年9月21日）
12. NoSong NoMomotaro／冒険のススメ#プライベートマッスル（セルフカバー）（2011年3月3日）
13. TAMAGO（2012年5月3日）
14. さよならの無い世界（2017年11月8日）

### その他
- オリバー ニューヨーク子猫ものがたり（1990年・日本公開版）
  - ヒューイ・ルイスが歌った同映画の主題歌『Once Upon a Time in New York City』の日本語カバー『いつかニューヨークの街で』を歌唱している。
- GUITAR & SONGS カセットテープ版（2000年・全作品作詞・作曲：関口誠人）
  1. 笑う天使
  2. 銀色の月
  3. 父の風景
  4. DAVID
- GUITAR & SONGS CD-R版（2004年・全作品作詞・作曲：関口誠人）
  1. 笑う天使
  2. 銀色の月
  3. 父の風景
  4. DAVID
  5. 夏の幻

### ビデオ
- ノー、ノー、ボーイフレンド（1989年12月6日・プロモーションビデオ&ライブ映像）
  1. ノー、ノー、ボーイフレンド
  2. FOLK SONG
  3. 東京・Lovers Map
  4. TALING MAN
  5. マグカフェ
- Makoto Sekiguchi Live 2003-2004（2004年8月・江古田マーキーでのライブDVD）
  1. シェイクハンドDX
  2. 幻モーターバイク
  3. FOLK SONG-2
  4. Money Frower
  5. 僕と彼女の森
  6. 17才のジャングル
  7. アダムとイヴ
  8. 悪戯美人
  9. 悲しみのマリア
  10. パジャマクエスチョン
  11. ミセスディープキス
  12. バライゾン
  13. フラワー
  14. 演歌After Hour
  15. 流星のラストデート
  16. マリー世界は美しい
  17. JUST LIKE 西遊記

### 著書ほか
- ホテル。（1987年5月、CBS・ソニー出版 ISBN 4-7897-0286-3・角川文庫版 1991年2月、ISBN 4-04-179101-4）
  - PATi PATi誌上で連載していた自身の処女作。
- 青春ちゃん（1988年3月、CBS・ソニー出版 ISBN 4-7897-0356-8・角川文庫版 1991年3月、ISBN 4-04-179102-2）
- アナザーロード（1988年 - 1989年）
  - 週刊明星で連載された漫画の原作を担当。作画は岸本景子。単行本化はされていない。
- みみたぶ そんなユ〜コに惚れました。（1989年5月、CBS・ソニー出版 ISBN 4-7897-0443-2・角川文庫版 1991年4月、ISBN 4-04-179103-0）
- パジャマプレスの投書どんぶり（1990年8月、日本文芸社 ISBN 4-53-702200-0）
  - FMナイトストリート「PAJAMA PRESS」パーソナリティー哀川翔・相沢元気・赤坂泰彦・関口誠人など編
- フィフティーンスバースデイ（1992年2月、マガジンハウス ISBN 4-8387-0305-8 所収・福武文庫版 1995年5月、ISBN 4-8288-5722-2）
  - 藤堂志津子ほか著『誘惑の十六幕 Chic porno』内より
- 15秒でわかるコード進行160 イラストで納得!コード進行ネタ集!!（イラスト／ほししんいち・協力／成瀬正樹 2002年3月、リットーミュージック ISBN 4-8456-0754-9）
- ダメな人のための名言集（著者／唐沢俊一・イラスト／関口誠人 2005年8月、幻冬舎 ISBN 434440680X）
- BAND LIFE―バンドマン20人の音楽人生劇場独白インタビュー集（著者／吉田豪 2008年4月、メディアックス ISBN 4862016146）
  - インタビュアー吉田豪によるバンドマン20人とのロングインタビュー集。関口は主にC-C-B時代を語っている。

## 出演作品

### 映画
- エンジェル☆ゲーム（1980年1月6日公開、屋上企画舎） - 主演 ※日本大学の学生が制作した自主映画
- 微熱少年（1987年6月13日公開、東宝） - 吉田 役
- 226（1989年6月17日公開、松竹富士） - 田中勝中尉 役
- バカヤロー!3 へんな奴ら第三話「会社をナメるな」（1990年10月20日公開、松竹） - 芳賀洋介 役
- 未来の想い出 Last Christmas（1992年8月29日公開、東宝） - 占いのアベックの男 役
- 夢見た君へ（2016年、スターバル）
- 22世紀寓話（2019年、PLUS VOX） - 関口誠人（本人） 役 ※特別出演。主題歌「さよならの無い世界」提供

### Vシネマ
- かっ鳶五郎（1997年11月22日、ケイエスエス）※音楽も担当

### テレビドラマ
- 金曜ドラマ「モナリザたちの冒険」（1987年7月17日 - 9月18日、TBS） - 八十川徹 役

### バラエティ番組
- MUSIC JUNCTION #9・#10（2020年10月12日・26日、歌謡ポップスチャンネル）[注釈 6]

### ラジオ
- スーパーギャング（1987年6月 - 1988年3月、TBSラジオ） - 月曜日担当
- ABC東京発 アーチストNOW（1987年10月 - 1988年3月まで木曜日担当。火曜日に移動し1988年4月 - 1988年9月、ABCラジオ） - 森川美穂と共演
- MBSヤングタウン土曜日（1989年1月 - 1990年9月、MBSラジオ） - 北野誠・福井希容（ - 1989年9月）、羽野晶紀（1989年10月 - 1990年9月）と共演
- FMナイトストリート ・第1部「PAJAMA PRESS」（1989年4月 - 1993年3月、JFN） - 木曜日担当
- 関口誠人のspicy night（2018年5月12日 - 2021年12月18日、2022年4月9日 - 、渋谷クロスFM） - 姫貴さゆりと共演
- 夜は行け行け！ド〜ンと歌謡曲（2024年4月 - 、ジェイクランプ制作・コミュニティFM局ネット） - 毎月第3週担当

### その他
- セキグチMaコトの電脳カフェ（2007年3月 - 2008年7月） - ビデオポッドキャスト番組
- 1046radio／霜ノ関通信社（2014年8月 - ） - YouTube上でのインターネットラジオ番組
- 関口誠人の弾き語りTV（2016年4月 - ） - FC2ライブで行っているネット番組。第2・第4水曜日に放送していた。2019年以降不定期

## 音楽担当
- ナイナイライブ （1997年）

## 楽詞・楽曲提供
- 五十嵐いづみ
  - 「スカイバレー」（作詞：川村真澄）
  - 「未完成」（作詞：川村真澄）
  - 「RAIN INSANE」（作詞：川村真澄）
- 五木ひろし
  - 「胡蝶蘭」（作詞：松本隆）
  - 「紅葉狩」（作詞：松本隆）
- M an air
- 小川範子
  - 「架空の思い出」（作詞：川村真澄、編曲：井上ヨシマサ）
- 木村一八
  - 「台風野郎」
- 斉藤隆治
  - 「ノーブレイク」（作詞：小室みつ子、編曲：岡田徹）
- SAY・S
  - 「STARDUSTに乗って」（作詞：平井森太郎、編曲：米光亮）
- 芹沢直美
  - 「YOUNG GIRL」
  - 「ゆうべLOVE YOU SO」（作曲：筒美京平）
- 田村英里子
  - 「JUST ALL MY LOVE」（作詞：及川眠子）
- ちあきなおみ
  - 「曖昧2」
- TOSHI
  - 「Stranger in my love」（作詞：Yumeto）
- 中森明菜
  - 「光のない万華鏡」（作詞：中森明菜）
  - 「二人静 -「天河伝説殺人事件」より」（作詞：松本隆、編曲：井上鑑）
- 羽野晶紀
  - 「永遠を少しだけ」（作詞：秋元康、編曲：井上鑑）
  - 「ねぇ、ねぇ」（作詞：羽野晶紀）
  - 「みんな誰かを愛してる」（作詞：羽野晶紀）
- 早川めぐみ
  - 「世紀末C・I・T・Y」（作曲：米川英之）
- 真風
- 松本伊代
  - 「イノセンス」（作詞：只野菜摘）
  - 「Last Kissは頬にして」（作詞：松本隆、編曲：新川博）
- mimika
- 米川英之
  - 「銀の十字架」（作曲：米川英之）
  - 「奇跡」（作曲：米川英之）
- ribbon
  - 「楽園へ行こう」（作詞：高柳恋、編曲：水島康貴）
- 藁谷ショウコ